# Alain Rochat (Schriftsteller)
Alain Rochat (* 24. August 1961 in Lausanne, Kanton Waadt) ist ein Schweizer Schriftsteller und Verleger.

## Leben
Alain Rochat studierte Philosophie, Französische Literatur und Kunstgeschichte an der Universität Lausanne. Nach dem Studium arbeitete er während zweier Jahre als Delegierter des IKRK in Afrika. Er ist als Lehrer an einem Lausanner Gymnasium und am Centre des littératures en Suisse romande der Uni Lausanne tätig. Nebenbei verlegt er seit 1984 den kleinen Buchverlag Éditions Empreintes.
Rochat lebt in Chavannes-près-Renens.

## Auszeichnungen
- 1992: Ramuz-Poesiepreis

## Werke
- Mon visage nébuleuse. Poèmes. Éditions Empreintes, Lausanne 1984.
- C’est un peu d’eau qui nous sépare. Récit. Empreintes, Lausanne 1987.
- Fuir pour être celui qui ne fuit pas. Poèmes. Empreintes, Lausanne 1993.
- Désert entre ces murs. Empreintes, Lausanne 1993.
- Litanies des villes meurtries. Éditions Perdtemps, Saint-Prex 1997.
- Orients. Poèmes. Empreintes, Moudon 2000, ISBN 2-940133-49-2.
- Dire que ventre. Couleurs d’encre, Lausanne 2013.
- Rivières, tracteurs et autres poèmes. Empreintes, Chavannes-près-Renens 2019, ISBN 978-2-940505-35-7.